# Promine
Cet article concerne le médicament antibiotique. Pour l'article sur le logiciel de mine & géologie, voir Promine (logiciel).
La promine ou glucosulfonate de sodium (DDS) est un médicament antibiotique de la famille des sulfones qui a été étudié pour le traitement du paludisme, de la tuberculose et de la lèpre. Elle se décompose dans l'organisme en dapsone, qui est la forme thérapeutique active.

## Historique
La première synthèse de la promine est généralement attribuée à W.H. Feldman de la société pharmaceutique Parke-Davis en 1940,. Cependant, bien que Parke-Davis ait fait la synthèse des composés, il semble certain qu'il n'ait pas été le premier. En coopération avec J. Wittmann, Emile Fromm avait synthétisé divers composés sulfonés en 1908, dont la dapsone et certains de ses dérivés, tels que la promine. Les travaux de Fromm et Wittmann étaient toutefois orientés vers les produits chimiques plutôt que le monde médical et personne n'a enquêté sur l’intérêt médical de ces composés jusqu'à quelques décennies plus tard. L'évaluation médicale des sulfones a été inspirée par la découverte de la valeur sans précédent de composés synthétiques tels que les sulfamides dans le traitement de maladies microbiennes. Les premières recherches ont donné des résultats décevants mais, par la suite, la promine et la dapsone se sont révélées précieuses dans le traitement de maladies mycobactériennes. Elles étaient les premiers traitements à montrer plus qu'une lueur d'espoir pour contrôler de telles infections.
Initialement, la promine semblait être plus sûre que la dapsone, de sorte qu'elle a été étudiée en premier à la Mayo Clinic dans le traitement de la tuberculose en utilisant comme modèle animal le cochon d'Inde. Comme on savait déjà à l'époque que la lèpre et la tuberculose étaient toutes deux des maladies causées par des mycobactéries (Mycobacterium leprae et Mycobacterium tuberculosis, respectivement), Guy Henry Faget de la léproserie nationale de Carville, en Louisiane, a demandé des renseignements au sujet du produit de Parke-Davis. Parke-Davis l'a informé des travaux sur la lèpre menés chez les rats par Edmund Cowdry à l'École de médecine de l'Université de Washington. Ses bons résultats, publiés en 1941, ont convaincu Faget de commencer des études sur l'homme, à la fois avec la promine et le sulfoxonate de sodium, un composé apparenté des Laboratoires Abbott. Les premiers essais ont été menés sur six volontaires et ont ensuite été étendus et reproduits en différents endroits. Malgré les effets secondaires graves qui ont causé la suspension temporaire des premiers essais, le médicament a montré son efficacité,. Cette découverte a été signalée dans le monde entier, et a conduit à une réduction de la stigmatisation attachée à la lèpre, et par conséquent un meilleur traitement des patients, à l'époque encore appelée « détenus », et qui se voyaient interdits d'utiliser les transports en commun.

## Pharmacologie
La promine est thermostable et soluble dans l'eau, et peut donc être stérilisée par la chaleur. Elle peut être injectée par voie intraveineuse et est disponible en ampoules.
En dehors de sa solubilité, cependant, la promine n'a pas de réels avantages sur la dapsone (qui est administrée sous forme de comprimés). La promine et d'autres sulfones ne peuvent également pas être utilisées comme substituts de la dapsone lorsque les patients développent une intolérance à la dapsone, car il s'agit d'une réaction générale aux sulfones, et n'est pas spécifique à la dapsone.
Aujourd'hui, les médicaments de référence pour le traitement de la lèpre sont la dapsone, la rifampicine et la clofazimine.